# Crise de l'eau à Mayotte en 2023
La crise de l'eau à Mayotte débute en 2023, dans un contexte de sécheresse et de manque d'infrastructure dans le département français. Les pénuries d'eau douce sont fréquentes à Mayotte, mais cet évènement est qualifié de « sans précédent » de par son intensité et sa durée.
Face à la pénurie d'eau, des « tours d'eau », c'est-à-dire des coupures du réseau d'eau potable, ont été mises en place dans la totalité de l'île par les autorités. A partir de novembre 2023, l'eau est coupée deux jours sur trois, puis jusqu'à quatre jours sur cinq, pour toute la population.

## Contexte

### Pénuries fréquentes
Depuis la sécheresse de 1997, le département de Mayotte connait fréquemment des problèmes d'approvisionnement en eau. L'augmentation de la consommation d'eau liée à la démographie de Mayotte amplifie le phénomène durant la décennie 2010. La situation devient si grave qu'à partir de 2016, des coupures d'eau sont chaque année mises en place par la préfecture durant le changement de saisons vers février et mars, lorsque l'île passe de la saison humide à la saison sèche.

### Explosion démographique
Mayotte connait une très forte augmentation de sa population. Il s'agit du département connaissant le plus de naissances chaque année.

### Mauvaise gestion de l'eau et manque d'infrastructures
Le département de Mayotte est particulièrement critiqué pour sa mauvaise gestion de l'eau. Un tiers des habitations de Mayotte ne sont pas reliées au réseau d'eau potable.
L'approvisionnement en eau à Mayotte est fourni par deux retenues collinaires (qui fournissent environ 80 % de l'eau potable de l'île), par des forages (18 %), et par l'usine de dessalement de Petite-Terre. Celle-ci, initialement censée produire près de 5 300 m3 d'eau potable par jour, n'en produit au maximum que 2 000 m3. L'usine a pourtant été rénovée entre 2017 et 2019, pour un coût total de 8,7 millions d'euros payés par l'État et l'Union Européenne. Un avenant signé en octobre 2022 prévoit un financement de 4,2 millions d'euros pour permettre de nouveaux travaux de rénovations. La Société mahoraise des eaux, filiale de Vinci, devra répondre à une obligation de résultats, sous peine de sanctions.
Une troisième retenue collinaire, celle de l'Ourovéni, dans le centre Ouest de Mayotte, situé sur les territoires des communes de Chiconi et Tsingoni, est également en projet depuis le début des années 2000. Le projet est cependant bloqué à cause des difficultés du département à acheter les terrains, qui appartiennent à des propriétaires privés. Un terrain, propriété du Conseil départemental, a d'ailleurs été revendu en 2021 à des particuliers, pour le coût d'un euro par mètre carré.
Le Syndicat intercommunal d'eau et d'assainissement de Mayotte (SIEAM), devenu en janvier 2020 le Syndicat mixte de l'eau et de l'assainissement de Mayotte (SMEAM), établissement public intercommunal qui gère l'eau de Mayotte (en délégant une large partie à la Société mahoraise des eaux) est également critiqué. Après un rapport de la Chambre régionale des comptes en 2018, une enquête a été ouverte par le Parquet national financier (PNF) en mars 2020, et conduit notamment à une perquisition au siège de la SMAE. Les faits reprochés (entre autres, détournement de fonds publics, corruption, abus de bien sociaux...) se seraient déroulés durant la période 2014-2019, quand le syndicat était dirigé par Mohamadi Bavi,. Dix-sept personnes physiques, principalement des membres du syndicat, et quatorze personnes morales sont visés par l'enquête.

### Responsabilité de l'État
La responsabilité de l'État est également pointée du doigt.
À Mayotte, contrairement au reste de la France, la gestion des fonds européens (FEDER et FSE) était uniquement réalisée par l'État via la préfecture et non par les collectivités locales, celles-ci étant « mal préparées et mal pilotées » selon la Cour des comptes. En 2019, un rapport de la Commission interministérielle de coordination des contrôles (CICC) révélait déjà de sévères dysfonctionnements dans la gestion de ces fonds par l'État, sans uniquement concerner la gestion de l'eau. Selon le Journal de Mayotte, le montant total des financements européens non dépensés sur la période 2014-2020 (FEDER, FSE, FEADER) est d'environ 332 millions d'euros. Le système de gestion des fonds européens change à partir de mai 2021, quand l'État et le Conseil départemental acceptent de co-gérer la gestion des fonds via le groupement d'intérêt public « l'Europe à Mayotte ». Une procédure de contrôle est lancée fin-2020 qui aboutit en février 2021 à l'interruption, par la Commission européenne, de la distribution du FEDER et du FSE dans le département. La suspension est confirmée à l'été 2022, la procédure de contrôle ayant mis à la lumière des « irrégularités et déficiences graves non détectées par le système national ». La suspension est levée en mars 2023.
Dans son édition du 6 septembre 2023, le Canard Enchaîné révèle que sur les 268 millions d'euros alloués par la Commission européenne à Mayotte par le biais du FEDER, seuls 48 % ont finalement été dépensés par la préfecture. Sur le budget total, environ 38 millions devaient servir à investir dans le réseau d'eau de Mayotte, dont 20 millions d'euros concernant l'eau potable. Cependant, seuls 4,5 millions d'euros ont été investis, soit 1,7 % du budget total programmé. Le Canard enchaîné considère qu'il s'agit de la responsabilité de l'État, « qui ne sait pas remplir les dossiers et les suivre », tandis qu'un membre de la Commission européenne, cité par le journal, considère plutôt que « les projets d’approvisionnement et d’assainissement de l’eau sont très techniques, et [que] les compétences manquent cruellement à Mayotte. » La préfecture répond quant à elle que « le nouveau rythme de certification permettra de terminer le programme dans les délais et de récupérer tous les fonds ».
La nouvelle enveloppe du FEDER accorde 347 millions d'euros à Mayotte sur la période 2021-2027, dont 77 millions pour la gestion de l'eau.
Une enquête pénale préliminaire pour déterminer les responsables de la crise a été ouverte en février 2024. "Et mis en exergue les responsabilités de l’État, des collectivités mahoraises, du Syndicat intercommunal d’eau et d’assainissement de Mayotte (Sieam) et de la Société mahoraise des eaux (SMAE), filiale du groupe Vinci, titulaire depuis janvier 2008 du marché public de l’eau."

## Chronologie

### Mars 2023
La crise débute au mois de mars 2023. Face au manque d'eau, le gouvernement annonce la vente de l'eau à prix coutant (0.55 euro le litre).

### Mai 2023
La crise s'amplifie, le gouvernement autorise l'importation de bouteilles d'eau venant de l'île Maurice, ce qui implique de contourner les normes sanitaires de l'Union Européenne.

### Juin 2023
Est nommé un "préfet de l'eau" en la personne de Gilles Cantal. Il est chargé de subordonner le préfet de Mayotte dans la gestion de la crise.

### Juillet 2023
Le 12 juillet, la préfecture annonce une intensification des coupures d’eau dès le 17 juillet (eau coupée de 16h à 8h) pour les 4 plus grandes villes de l’île, et des coupures de 24h par semaine pour les 11 autres communes. Le 15 juillet est annoncé le gel des prix de l’eau et le 20 juillet, le ministre de l'outre-mer annonce la mise en place d'un osmoseur afin d'obtenir davantage d'eau potable.

### Août 2023
Le 28 août, l'objectif de la préfecture est « tenir le coup jusqu’au mois de novembre ».

### Septembre 2023
Les réserves en eau s'amenuisant toujours plus, les mesures vont être davantage drastiques. Le 2 septembre, le ministre de l'outre-mer annonce un « plan Marshall pour Mayotte ». Le 4 septembre, la préfecture de Mayotte annonce une augmentation des coupures d'eau qui seront totales 2 jours sur 3. Un acheminement prioritaire pour les écoles et les hôpitaux est organisé.
Le 6 septembre parait un article du Canard enchainé mettant en cause la responsabilité de l’État et la corruption locale quant à la gestion du fonds européen FEDER.

### Fin de l'année 2023
Le système de distribution d'eau potable atteint vers mi-novembre 2023 les limites de sa capacité. Des mouvements sociaux critiquant le désintérêt du gouvernement pour le cas mahorais apparaissent à la fin de l'année. Les routes sont alors bloquées par les manifestants. Le 16 novembre, des associations déposent un recours pour engager la responsabilité de l’État. À partir du 20 novembre, l'objectif est de distribuer chaque jour une bouteille d'eau d'un litre à chaque habitant, soit un total de 330 000 litres d'eau par jour.

### Février 2024
Le retour des pluies permet l'allègement des tours d'eau (désormais une coupure 1 jour sur 3). Le 19 février, la préfecture annonce la constitution d’un stock d'eau stratégique. Les mouvements sociaux s’apaisent également après les annonces de Gérald Darmanin prévoyant une suppression future du droit du sol mahorais. Une action judiciaire en responsabilité pénale a été engagée. La fin des coupures d'eau a été annoncée pour le 1er mars 2024.

## Impact

### Possible impact sanitaire
La pénurie d'eau pourrait avoir un impact sanitaire sur la population mahoraise. La faible pression du réseau d'eau potable et les coupures longues et répétées pourrait favoriser la prolifération de bactéries.
De plus, les habitants, devant stocker de l'eau pour faire face aux coupures, peuvent s'exposer à des risques de maladies si le stockage n'est pas réalisé correctement. L'eau n'est d'ailleurs pas potable durant les heures suivant la fin d'une coupure.

### Impact sur l'éducation
Face aux coupures d'eaux, certains établissements d'éducation (comme le lycée Younoussa Bamana de Mamoudzou par exemple) sont obligés de fermer temporairement.
Des élèves de certaines écoles ont également été priés de faire leurs besoins avant de venir en cours, rapporte le Parisien.

### Impact écologique
La distribution de milliers de bouteilles d'eau en plastique suscite des inquiétudes écologiques,.

## Réactions

### Mesures prises par les autorités
Le prix des bouteilles d'eau a été gelé par la préfecture le 19 juillet. Il ne pourra pas être supérieur aux prix pratiqués avant le 3 juillet 2023. Malgré tout, le prix de l'eau reste élevé, aux alentours (à cette période) de cinq euros pour un pack de six bouteilles d'1,5 litre. Un accord a cependant été trouvé en mars entre le ministre délégué chargé des Outre-mer, Jean-François Carenco, et deux groupes de distribution à Mayotte pour vendre l'eau à prix coûtant.
La préfecture a également autorisé exceptionnellement l'importation de bouteilles d'eau en provenance de l'Île Maurice, non soumise aux règlements de l'Union européenne, à condition qu'elles aient été analysées par l'Agence régionale de santé.
Des bouteilles d'eau sont distribuées à partir de septembre aux personnes les plus vulnérables, à raison d'environ deux litres par personne et par jour. Environ soixante mille personnes étaient alors concernés. À partir du 20 novembre, l'objectif est de distribuer chaque jour une bouteille d'eau d'un litre à chaque habitant, soit un total de 330 000 litres d'eau par jour,. Les communes, qui gèrent ces distributions, craignent d'être débordées par des mouvements de foule.
Depuis septembre 2023, plus de 35 millions de litres d’eau ont été acheminés depuis la métropole ou l'île de La Réunion, avec un système de rotation de 26 bateaux.

### Réactions politiques
La crise de l'eau exacerbe les tensions sociales et politiques, notamment liées à l'immigration, sujet particulièrement sensible dans le département. La crise apparait en parallèle d'opération Wuambushu, visant à l'expulsion de nombreux réfugiés comoriens à Mayotte.
Plusieurs associations déposent le 16 novembre un recours contre l'État au tribunal administratif de Paris, dans l'objectif de « reconnaître l’impact de la crise sur les droits fondamentaux et la réponse insuffisante de l’État ».